# 45688 Lawrencestacey
45688 Lawrencestacey este o planetă minoră (asteroid), cu un diametru de 6,082 km, din centura de asteroizi. A fost descoperită pe 3 martie 2000 la Catalina Station⁠(d) de Catalina Sky Survey. 
Obiectul prezintă o orbită caracterizată de o semiaxă mare de 2,586832799791 UAi, o excentricitate de 0,1880157263139, o înclinație de 10,88302271713 ° în raport cu ecliptica.